# Tervezett elavulás
A tervezett elavulás elmélete szerint az 1920-as évektől kezdődően a gazdasági növekedés fenntartása érdekében különféle cégek a korábbi minél tartósabb termékek helyett kevésbé tartós, hamarabb elromló, ezért hamarabb lecserélendő termékeket kezdtek tervezni, gyártani, árulni.
A jelenségben érintett termékek vagy technikailag mennek tönkre idő előtt, vagy a divat és reklám miatt igen hamar elavultnak, túlhaladottnak tűnnek, és a termék tulajdonosát arra ösztönzik, hogy cserélje le őket.
A tervezett elavulás ellentmondása, hogy míg a gazdasági növekedést serkenti, munkahelyeket tart fenn, addig szociális szinten a változó divat elvárásai miatt vagy beépített technikai időkorlátok miatt új, felesleges költséget jelent a társadalom számára mind az új termékek megvásárlása, mind a keletkező hulladék semlegesítése, tárolása, környezeti és egészségügyi problémái miatt.
A jelenséget kevesen vizsgálták behatóan, így kevés egyértelmű információ áll rendelkezésre. Kérdés az is, hogy pontosan milyen magatartást tartana a társadalom kifogásolhatónak. A termék minőségének csökkentésével elért költséghatékonyság például alapvető piaci gyakorlat, ami általában nem kelt megütközést („nem a legjobb, de legalább olcsó“). A valódi probléma ott kezdődne, ha a gyártók ugyanolyan költségkeret mellett szándékosan rosszabb minőségű termékeket állítanának elő, vagy a termék elavulási folyamatát befolyásoló, vezérlő hátsó kapukat építenének be. Egy másik kifogásolható eljárás a javíttatási lehetőség, költség manipulálása, illetve a többéves termékekkel szemben keltett valójában alaptalan bizonytalanság. Ezeknek a jelenségeknek a tettenérése, bizonyítása azonban nehézkes.

## Az elavulás
Az elavulás általános fogalmát tárgyalja az MSZ EN 62402:2008 Elavuláskezelés. Alkalmazási útmutató c. szabvány. 
Az elavulást úgy definiálja, mint egy "egy eredeti gyártó, vagy kereskedő termékének kapható állapotából a nem kapható állapotba való átmenetet".
Típusai: 
- technikai elavulás: egy új termék, vagy technológia felülmúlja a korábbit, és ajánlatosabb azt használni.
- funkcionális elavulás: ha egy termék tovább nem képes az eredeti alkalmazást ellátni (pl. mert a szerviz nem kap hozzá új alkatrészt)
- építészeti elavulás: felhőkarcolók, hotelek, bankok típusai szerint különböző
- tervezett elavulás: a termék élettartamát beleszámítják az eladási ciklusokba, pl. öt évig hordható terméknél a vevőnek öt év múlva új terméket kell vennie
- stílus elavulás: leginkább ruhaneműkre jellemző, hogy a divat változásával a termék helyett mást vesznek.

## A tervezett elavulás fajtái
A tervezett elavulás bizonyos módon be van építve a termékbe. Általában nem tilos, hogy a gyártó meghatározza termékének élettartamát. Utóbbi években törekszenek arra, hogy ne legyen az élettartam korlátozva, az alkatrészellátás a szavatossági időn túl is legyen, ill. szétszerelhető, javítható, hulladékmentesíthető legyen.
- a tartósság korlátozása: előre megadott időtartamig használható a termék, így minden alkatrészét erre az időtartamra méretezik.
- javítás, szerviz elkerülése: az egyszeri használatú, eldobható termékekre érvényes, nem igényel javítást, az eldobható étkészlettől az eldobható digitális óráig széles skálában alkalmazzák.
- érzékelhető elavulás: az elsősorban esztétikai szempontból alkalmas termékekre jellemző, pl. ruhákra.
- rendszer-elavulás: az a rendszer kerül élettartamában megtervezésre, melyben a termék működik, így a további alkalmazása nehezebbé válik. Ilyen pl. egy szoftver változása, vagy egy szerkezeti rögzítő elem (csavar) változása, ezáltal a régi rendszerbe nehezen illeszthető.
- programozott elavulás: pl. nyomtató összteljesítményét egy csip korlátozhatja, erre felhívják a vevő figyelmét.

## A médiában
A villanykörte-összeesküvés című film szerint a harisnyanadrágok eredetileg sokkal strapabíróbb anyagból készültek, de egy vezetői döntés nyomán a terméket újratervezték, és ez a gyengébb változat került forgalomba. Egy másik esetben egy nyomtatóba a gyártó egy olyan alkatrészt épített, amely egy bizonyos oldalszám kinyomtatása után blokkolja a nyomtató működését. Sok esetben egy termék javításának költségei olyan nagyok, hogy ez a felhasználó számára nem éri meg.